# معركة تننسنغو
معركة تِنَنْسِنْغُو (بالإنجليزية: Battle of Tenancingo) كانت عمليةً عسكريةً في حرب الاستقلال المكسيكية في 22 كانون الثاني 1812 على مشارف بلدية تِنَنْسِنْغُو في المكسيك، خاض المعركةَ القواتُ الملكيةُ الموالية للتاج الإسباني، والمتمردون المكسيكيون الذين يقاتلون للاستقلال عن الإمبراطورية الإسبانية. كان المتمردون المكسيكيون بقيادة اللواء خوسيه ماريَّا موريلوس، بينما كان الإسبانيون بقيادة رُسِنْدُو بَوْرِلْيَر أَسْتِجْوِيتَا. وقد نتج عن المعركة انتصار المتمردين المكسيكيين.

## المعركة
حملات رُسِنْدُو بَوْرِلْيَر أَسْتِجْوِيتَا كانت ناجحةً في البداية، حيث هزَمَت هِرْمَنْغِلْدُو غَالِيَانا في تَكْلُويَا، جيشه المنتصر سار إلى تِنَنْسِنْغُو، كان بَوْرِلْيَر في البداية في وضعٍ يسمح له بدخول المدينة واستعادة التاج الإسباني، ولكنه لم يتمكَّن من ذلك. وصل اللواء خوسيه ماريَّا موريلوس وقواته للمدينة من الجنوب، بعد تلقيهم طلبات المساعدة من وادي تِنَنْسِنْغُو، ومن زِتْكَارُو، وشرعوا في القتال، وبعد معركة مريرة، أثبتَ جيش موريلوس أنه منتصِر. في البداية، كان موريلوس سيواصل مسيرته نحو مدينة مكسيكو ولكنَّ أنباءً وصلَتْه عن هزيمة المتمردين في معركة زِتْكَارُو، وهروب المجلس الوطني الحاكم الأعلى من المدينة، لذا فقد ألغى تقدم قواته نحو مدينة مكسيكو، كما قامت قوات المتمردين بإعادة تنظيم أنفسهم بعد هزيمتهم الساحقة.

## طالِع أيضًا
- حرب الاستقلال المكسيكية